# Wandzin
Wandzin [pronunciación en polaco: /ˈvand͡ʑin/] es un pueblo en el distrito administrativo de Gmina Wodzierady, dentro del Distrito de Łask, Voivodato de Łódź, en Polonia central. Se encuentra aproximadamente 5 kilómetros al norte de Wodzierady, 20 kilómetros al norte de Łask, y 23 kilómetros al oeste dela capital regional, Łódź.